# Cyathula
Cyathula es un género  de fanerógamas pertenecientes a la familia Amaranthaceae. Comprende 59 especies descritas y de estas, solo 28 aceptadas.

## Descripción
Son hierbas o subarbustos, anuales o perennes, tallos erectos, ascendentes o escandentes, subglabros o pubescentes con tricomas simples; plantas hermafroditas. Hojas opuestas, decurrentes sobre el pecíolo, subglabras o pubescentes con tricomas simples; pecioladas. Inflorescencias cimosas parciales, terminales en el tallo y las ramas, y en las axilas de los pares de hojas caulinares superiores, cimas arregladas en estructuras espiciformes cortas, compactas o alargadas, a veces en tirsos, bráctea angostamente ovada o algo triangular, deflexa en la madurez, dorsalmente glabra, margen frecuentemente con tricomas cortos, simples, el nervio principal formando un mucrón o excurrente, bractéolas glabras, cresta ausente, las de primer orden con el nervio principal excurrente formando una cerda recta o ligeramente encorvada, las de segundo orden u órdenes superiores con el nervio principal largamente excurrente formando una cerda recta o un gancho fuerte, flores bisexuales o estériles y entonces frecuentemente rudimentarias; tépalos 5, lanceolados u oblongos, libres en la base, escariosos, margen hialino, escasa o densamente pubescentes con tricomas simples, 1–5-nervios, tépalos de las flores estériles frecuentemente modificados en una cerda con alas laterales membranáceas; estambres 5, filamentos filiformes, unidos en una cúpula poco profunda, lobos de los filamentos ausentes, anteras biloculares; pseudoestaminodios presentes, truncados, dentados o fimbriados en el ápice, más cortos que los filamentos; ovario 1-ovulado, estigma penicilado. Fruto un utrículo membranáceo, partido irregularmente por el crecimiento de la semilla, arilo ausente; flor cayendo junto con las bractéolas en la madurez.

## Distribución y hábitat
Género  originario del Viejo Mundo pero en la actualidad en los trópicos y subtrópicos de ambos hemisferios.

## Taxonomía
El género fue descrito por Carl Ludwig Blume y publicado en Bijdragen tot de flora van Nederlandsch Indië 548. 1826. La especie tipo es:  Cyathula prostrata (L.) Blume.

## Especies seleccionadas
| - Cyathula achyranthoides - Cyathula albida - Cyathula alternifolia | - Cyathula angustifolia - Cyathula biflora - Cyathula braunii - Lista completa de especies |